# Гейзер, Джеки
Джеки Гейзер (в замужестве — Бенкенстейн) (англ. Jacqueline (Jacqui) Geyser (Benkenstein), 4 августа 1974, Полокване, ЮАР) — южноафриканская хоккеистка (хоккей на траве), полевой игрок.

## Биография
Джеки Гейзер родилась 4 августа 1974 года в южноафриканском городе Полокване.
Играла в хоккей на траве за Квазулу-Натал.
В 1998 году участвовала в чемпионате мира в Утрехте, где южноафриканки заняли 7-е место.
В 2000 году вошла в состав сборной ЮАР по хоккею на траве на летних Олимпийских играх в Сиднее, занявшей 10-е место. Играла в поле, провела 6 матчей, забила 1 мяч в ворота сборной Китая.
Также играла за сборную ЮАР на хоккейном турнире Игр Содружества 1998 года (5-е место), в Трофее чемпионов 2000 года (5-е место) и Вызове чемпионов 2002 года (4-е место).
Живёт в британском городе Дарем.

## Семья
Джеки Бенкенстейн замужем за южноафриканским крикетистом Дэйлом Бенкенстейном. Помолвка состоялась в 2000 году.